# Mastophora cranion
Mastophora cranion is een spinnensoort in de taxonomische indeling van de wielwebspinnen (Araneidae).
Het dier behoort tot het geslacht Mastophora. De wetenschappelijke naam van de soort werd voor het eerst geldig gepubliceerd in 1928 door Cândido Firmino de Mello-Leitão.